# Arnoldo Mondadori Editore
Mondadori, Arnoldo Mondadori Editore – największe wydawnictwo we Włoszech, z siedzibą w Segrate, założone w 1907 roku przez Arnolda Mondadoriego, aktualnie w rękach spółki Fininvest. Największy obok Feltrinelli, Giunti i Gems potentat włoskiego rynku wydawniczego: wydaje książki papierowe i elektroniczne oraz czasopisma, posiada sieć księgarni Mondadori, zarządza stacją radiową R101 oraz portalami czytelniczymi. Obecnym szefem zarządu wydawnictwa jest Marina Berlusconi, córka włoskiego polityka Silvia Berlusconiego.

## Historia
Arnoldo Mondadori rozpoczyna działalność wydawniczą w 1907 roku w Ostiglii lewicującym magazynem „Luce!”. W 1912 roku zakłada La Sociale, zalążek wydawnictwa Mondadori. Pierwszymi książkami publikowanymi przez wydawcę była seria dla dzieci ukazująca się pod nazwą La Lampada (Lampa). W czasie pierwszej wojny światowej wydaje magazyny skierowane dla żołnierzy i opracowywane przez czołowych włoskich ilustratorów oraz pisarzy, takich jak De Chirico czy Carrà.
W 1926 roku Mondadori rozpoczyna wydawanie dzieł Gabriele D’Annunzio, jednego z najważniejszych pisarzy włoskich tamtej epoki. Seria utworów D’Annunzio przyniosła wydawnictwu sławę i rozpoznawalność. Następnie Mondadori skupuje prawa do wydawania innych znanych pisarzy włoskich: Luigiego Pirandella, Giovanniego Vergi, Giovanniego Pascoliego. Za sprawą serii La Biblioteca Romantica wprowadza na rynek włoski takich autorów jak: Thomas Mann, D.H. Lawrence, Virginia Woolf. W 1939 roku Mondadori kupuje pierwszą gazetę codzienną „Il Secolo”.
Za sprawą wydawnictwa Mondadori na rynek włoski trafia pierwsza seria kryminałów policyjnych. W 1929 roku rozpoczyna serię I Libri Gialli (Żółte książki) z mrocznymi historiami zarówno autorów zagranicznych: Agathy Christie, Georgesa Simenona, Raymonda Chandlera, jak i włoskich: Alessandra Varalda i Augusta De Angelisa. Cechą charakterystyczną serii były żółte okładki, które dały nazwę temu typowi literatury w języku włoskim – kryminały nazywa się od tej pory gialli, czyli żółte. Kolory wykorzystano także do innych serii: I Libri Azzurri (Książki niebieskie) dla powieści autorów włoskich, I Libri Verdi (Książki zielone) dla książek historycznych oraz I Libri Neri (dla książek Georgesa Simenona).
W 1933 roku Mondadori rozpoczyna wydawanie najsłynniejszej serii Medusa, skupiającej książki znanych autorów zagranicznych XX wieku skierowanych do czytelników szukających nieskomplikowanej literatury. Rozpoczyna się kształtowanie programu wydawniczego Mondadori opartego na zdywersyfikowanym katalogu, niskiej cenie i przewadze powieści nad innymi gatunkami literackimi.
W czasach włoskiego faszyzmu wydawnictwo skupia się także na publikowaniu książek dla najmłodszych. W 1935 roku publikuje L’enciclopedia dei ragazzi (Encyklopedia młodzieży) oraz podpisuje umowę z Waltem Disneyem zezwalającą na wydawanie utworów opartych na filmach amerykańskiej wytwórni filmowej, w tym kultowej serii komiksów o Myszce Miki oraz Kaczorze Donaldzie: Topolino i Paperino.
W 1938 za sprawą Mondadori na rynku włoskim pojawia się magazyn dedykowany kobietom pt. „Grazia”, wydawany współcześnie w wielu krajach europejskich. W 1952 Mondadori rozpoczyna serię I Romanzi di Urania (Powieści Uranii) w ramach której wydaje coraz bardziej popularnie książki sci-fi oraz fantastykę.
W 1954 Mondadori otwiera pierwszą sieć księgarni, a rok później zakłada Club degli Editori (Klub edytorów), czyli pierwszą włoską księgarnię wysyłkową oferującą literaturę współczesną w niskiej cenie z dostawą do domu. Od 1958 skupia wokół siebie specjalistów z dziedzin m.in. krytyki literackiej, archeologii i muzykologii i wchodzi na rynek edytorstwa naukowego serią Il Saggiatore (Badacz).
W latach 60. włoski rynek wydawniczy rewolucjonizuje pierwsza seria książek kieszonkowych Oscar Mondadori. Zamiarem wydawnictwa było dotarcie do tej grupy osób, która nie jest przyzwyczajona do kupowania książek w księgarniach, stąd kolportaż skierowano także do kiosków, znacznie obniżono cenę (do 350 lirów) oraz jakość wydania, a kolejne części kolekcji ukazywały się w regularnym odstępie czasu. Serię rozpoczęło wydanie Pożegnania z bronią Ernesta Hemingwaya, następnie publikowano utwory najbardziej znanych autorów angielskich, francuskich i rosyjskich. W samym pierwszym roku wydawania serii sprzedano 8,5 miliona egzemplarzy książek z serii, z czego 63% w kioskach.
W 1976 za sprawą wydawnictwa powstaje jeden z największych współczesnych włoskich dzienników „La Reppublica”. Pod koniec lat 70. wydawnictwo przejmuje także własną stację telewizyjną Rete 4, z powodu niepowodzeń oddaje ją wkrótce pod zarząd spółki Fininvest. Polityka wydawnicza kieruje się coraz bardziej w stronę wydań popularnych, skierowanych do szerokiego grona odbiorców. W 1980 łączy się z kanadyjskim koncernem Harlequin Enterprises, co skutkuje narodzinami Harlequin Mondadori i serii Harmony, w ramach której wydawano literaturę kobiecą.
Od 1991 roku Mondadori staje się częścią spółki Fininvest. Lata 90. i początek XX wieku to okres ekspansji międzynarodowej wydawnictwa. Tygodnik „Grazia” rozpoczęto wydawać w wielu krajach europejskich, w tym od 2012 roku w Polsce. Mondadori działa także na rynku francuskim oraz greckim.
W 2000 roku Mondadori podpisuje z firmą Microsoft umowę o założeniu pierwszej włoskiej strony internetowej mającej w swojej ofercie sprzedaż książek elektronicznych. W 2005 roku kupuje radiostację Radio 101. Od 2014 roku spółka zarządza także stroną internetową anobii.com, portalem społecznościowym skupiającym włoskich miłośników książek.

## Spór o Mondadori
W latach 1989–1990 wydawnictwo Mondadori stało się przedmiotem sporu o udziały w firmie między Silvio Berlusconim a Carlem De Benedettim, zakończonego podziałem, w ramach którego działalność wydawnicza znalazła się w rękach spółki Fininvest podległej Berlusconiemu, zaś udziały w gazetach („L’Espresso” i „La Repubblica”) przypadły De Benedettiemu i jego spółce CIR, część udziałów pozostawiono w rękach spadkobierców Arnolda Mondadoriego. W 1995 roku ujawniono, że Berlusconi wygrał proces dzięki korupcji, nie został jednak skazany za przestępstwo. Od 2003 spółką Mondadori zarządza córka Silvia Berlusconiego, Marina Berlusconi.

## Wydawnictwa w ramach spółki
W 2014 r. Mondadori otworzyło spółkę Mondadori Libri składającą się z wielu wydawnictw, które w całości sprzedały swoje udziały spółce lub też zachowały pewną niezależność.
- Giulio Einauidi Editori – jedno z najważniejszych włoskich wydawnictw XX wieku, wydawało Cesarego Pavese, Itala Calviniego, Leone Ginzburg. Kupione przez Mondadori w 1994 roku.
- Edizioni EL – wydawnictwo z Triestu publikujące książki dziecięce. Mondadori posiada w nim 50% udziałów i publikuje książki EL w ramach serii Einaudi Ragazzi i Emme Edizione.
- Sperling & Kupfler – wydawnictwo znane z podręczników, książek ekonomicznych, społecznych oraz reportaży, kupione przez Mondadori w 1980 roku.
- Rizzoli i Rizzoli Education
- Edizioni Piemme
- Mondadori Education